# Aleuron
Genre
Le genre Aleuron regroupe des insectes lépidoptères de la famille des Sphingidae, de la sous-famille des Macroglossinae, et de la tribu des Dilophonotini .

## Distribution
Amérique centrale et au nord de l'Amérique du Sud.

## Systématique
- Le genre Aleuron a été décrit par l'entomologiste français Jean-Baptiste Alphonse Dechauffour de Boisduval en 1870[1].
- L'espèce type pour le genre est Aleuron chloroptera (Perty 1833).

## Synonymie
- Tylognathus R. Felder, 1874[2]
- Callenyo Grote, 1874
- Gonenyo Butler, 1874[3]

### Liste des espèces
- Aleuron carinata - (Walker 1856)
- Aleuron chloroptera - (Perty 1833)
- Aleuron cymographum - Rothschild & Jordan 1903
- Aleuron iphis - (Walker 1856)
- Aleuron neglectum - Rothschild & Jordan 1903
- Aleuron prominens - (Walker 1856)
- Aleuron ypanemae - (Boisduval 1875)

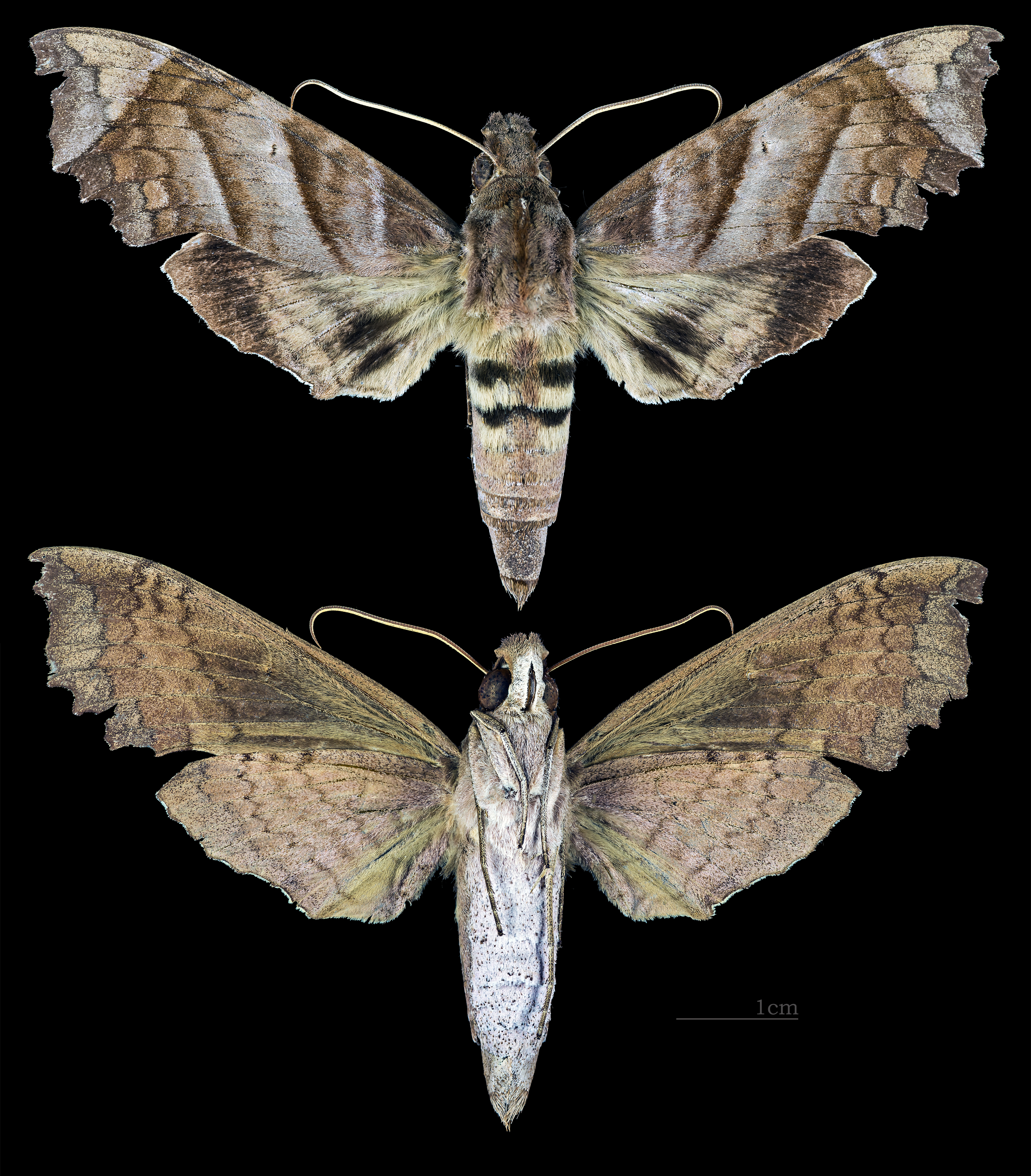
Aleuron carinata
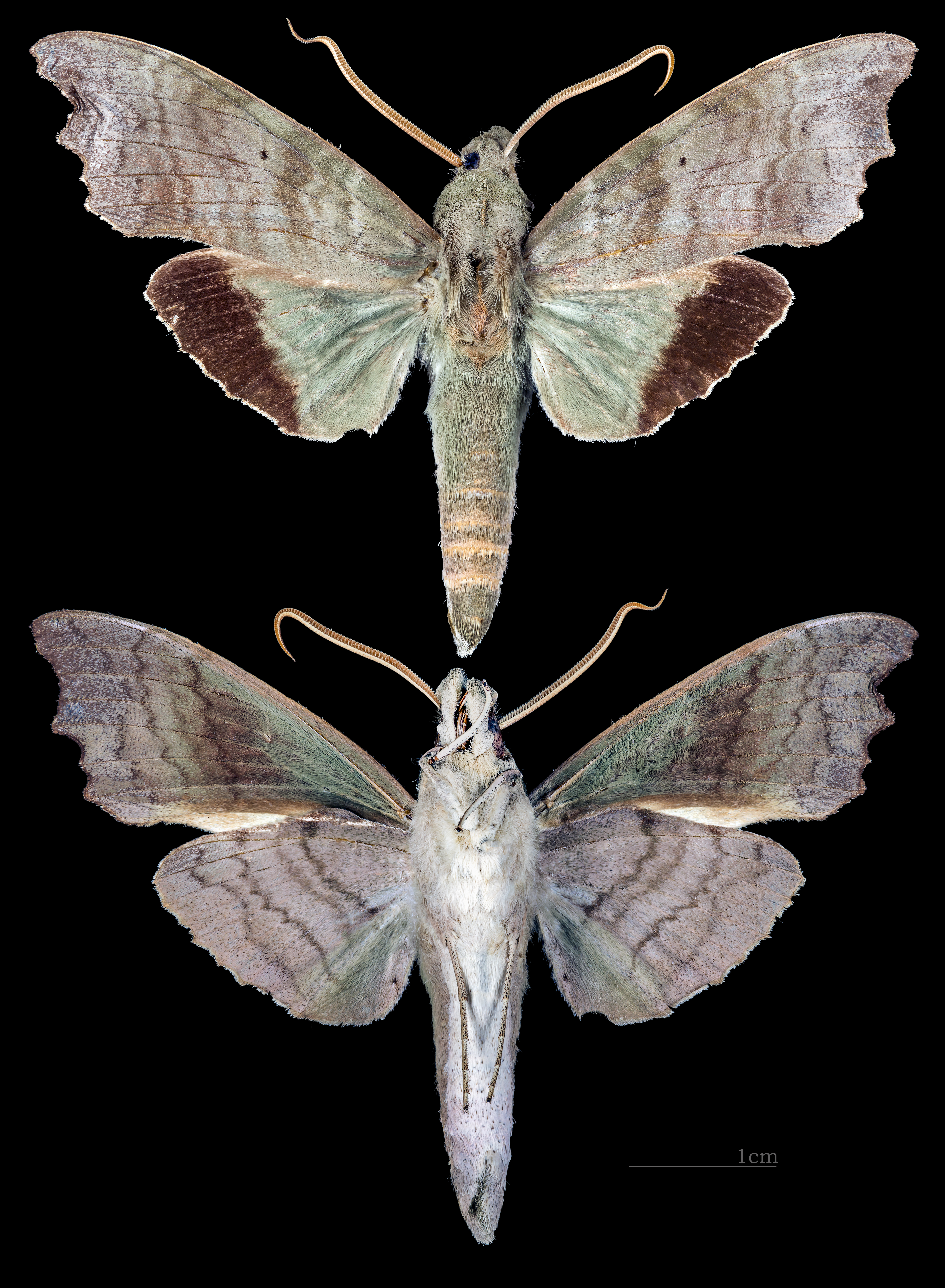
Aleuron chloroptera
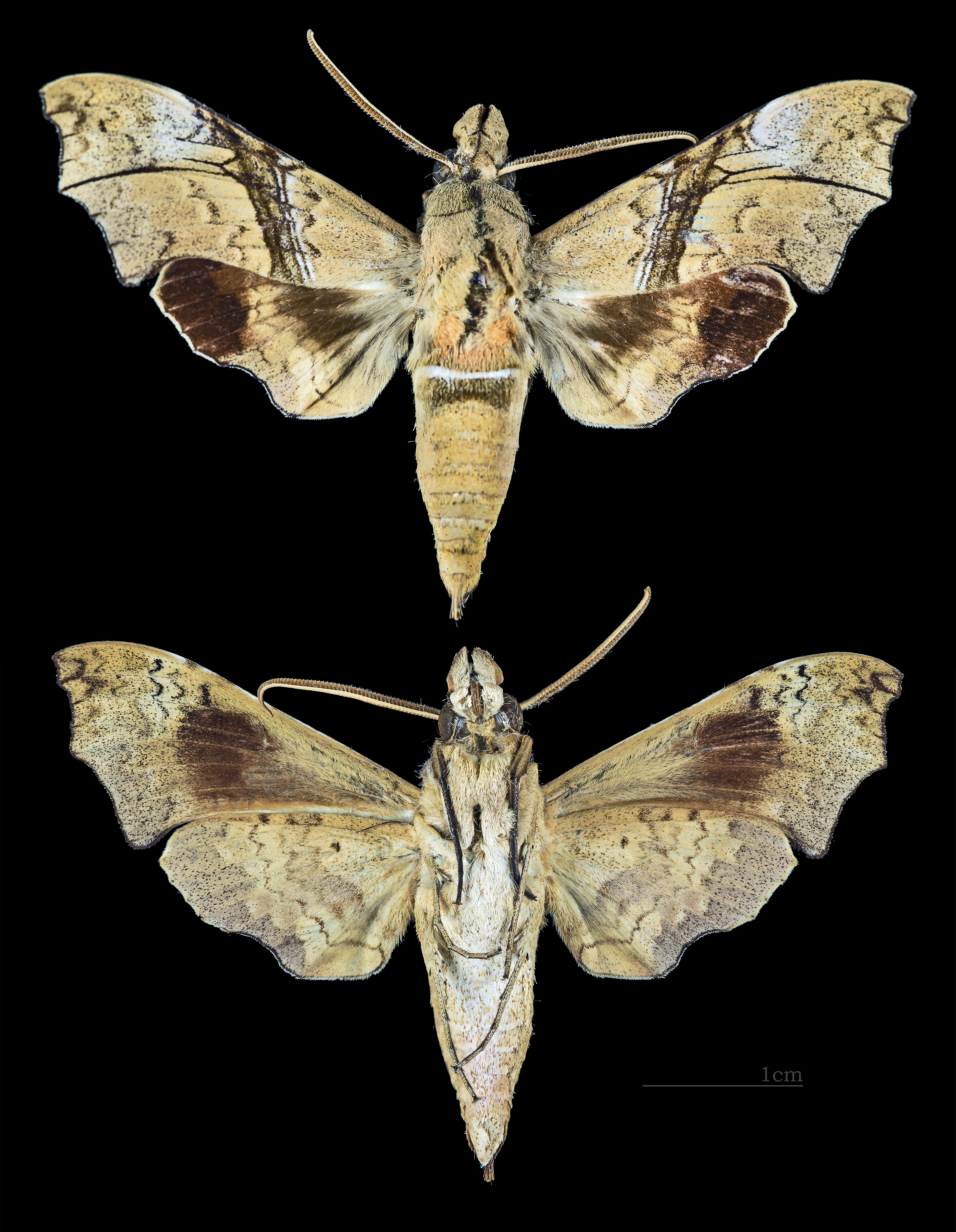
Aleuron iphis
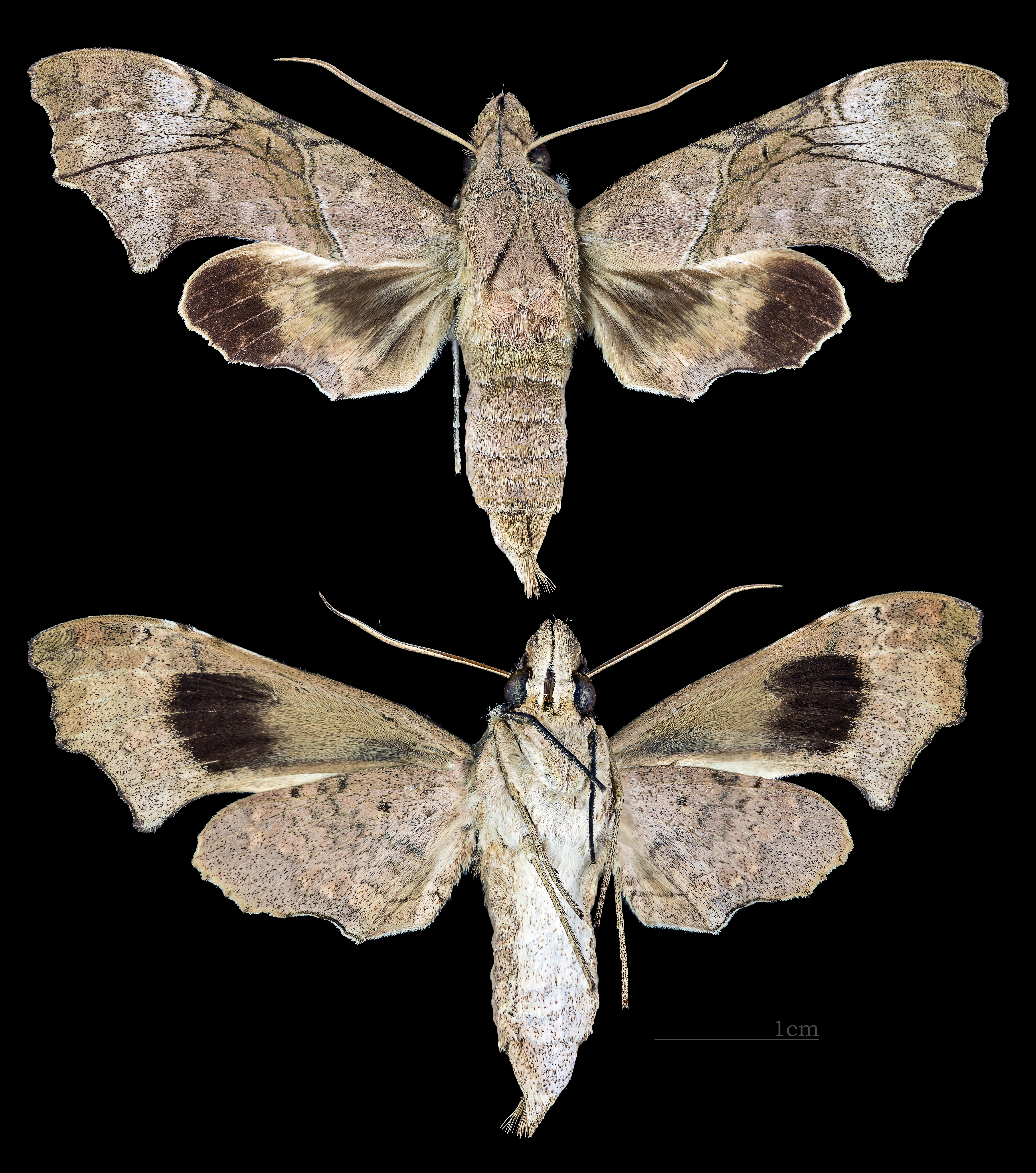
Aleuron neglectum